# リコーのデジタルカメラ製品一覧

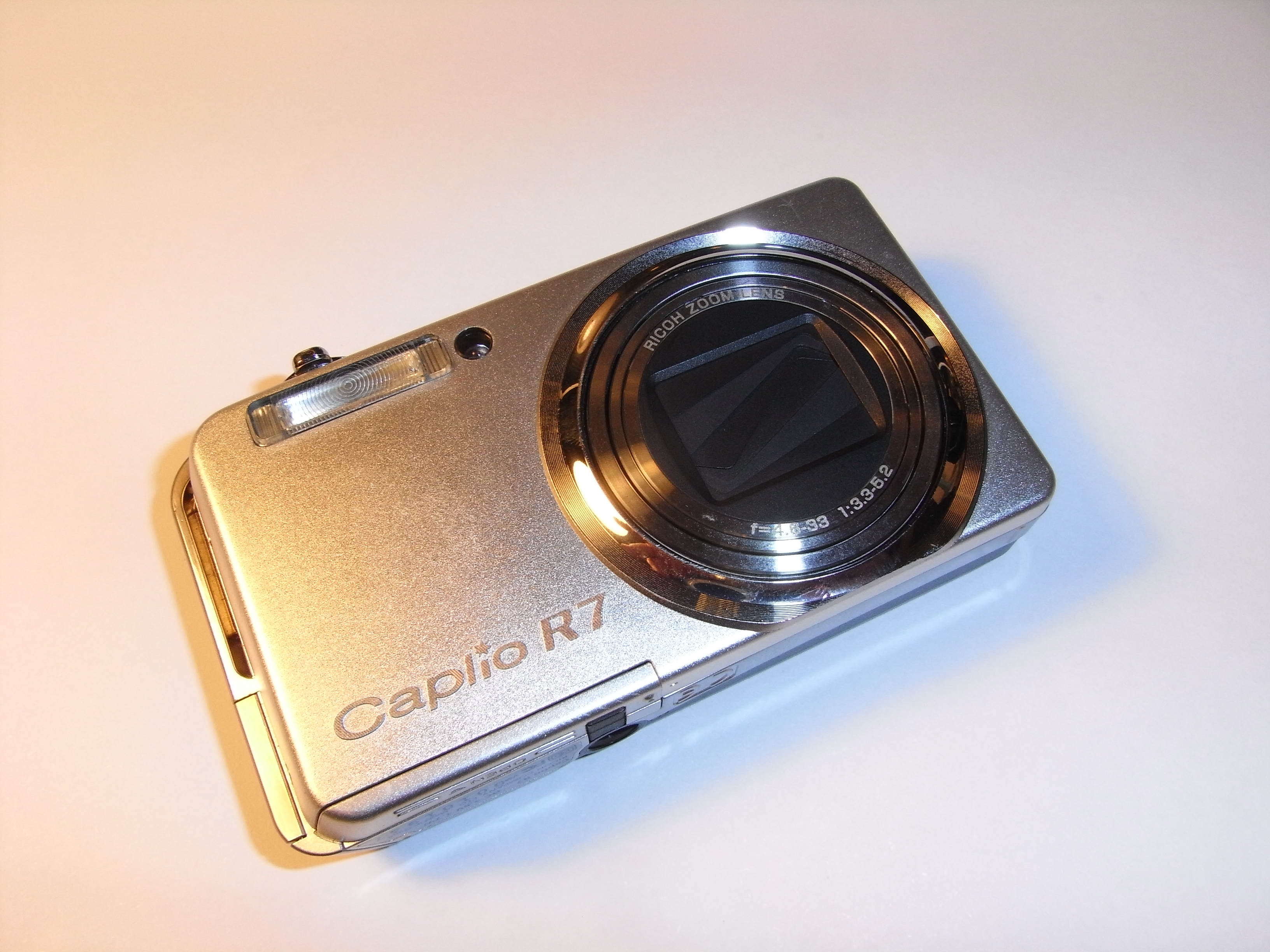
キャプリオブランドで最後に発売されたR7

リコーのデジタルカメラ製品一覧はリコーイメージング及びその前身であるリコーがリコーブランドで発売したデジタルカメラの一覧である。
ペンタックスブランドで発売したデジタルカメラの一覧については、ペンタックスのデジタルカメラ製品一覧を参照。
リコーが発売したフィルムカメラの一覧については、リコーのカメラ製品一覧を参照。

## 初期製品
キャプリオ以前に発売された、統一ブランドを持たない製品。DC及びRDCで始まる型番を持つ。

### DCシリーズ
- DC-1S
- DC-2V
- DC-2E
- DC-2S
- DC-3
- DC-3Z
- DC-4
- DC-4T
- DC-4U

### RDCシリーズ
- RDC-100G
- RDC-5000
- RDC-5300
- RDC-200G
- RDC-7
- RDC-7S
- RDC-i700
- RDC-i500

## キャプリオシリーズ
リコーのデジタルカメラブランド。2001年から2008年までGRデジタルシリーズ以外の商品に用いられたが廃止された。以降はあえて記号のみの商品名にすることで「実用的な道具」としてのイメージを打ち出す方向へと転換する。

## Rシリーズ
キャプリオR7の後継にあたる、リコーのスタンダードモデル。
- R8（2008年3月7日発売） - 有効画素数1000万画素の1/2.3型CCDを搭載。
- R50（2008年3月7日発売） - 有効画素数1000万画素の1/2.3型CCDを搭載。
- RICOH R10（2008年9月5日発売） - 有効画素数1000万画素の1/2.3型CCDを搭載。35mm判換算焦点距離で28～200mm、F3.3～5.2の光学7.1倍のズームレンズ。

## CXシリーズ
Rシリーズの後継にあたる、リコーのスタンダードモデル。
- CX1（2009年3月13日発売） - 有効929万画素。35mm判換算焦点距離で28～200mm、F3.3～5.2の光学7.1倍のズームレンズ。色はブラック、シルバー、シャンパンロゼ。デジタルカメラグランプリ2009SUMMER銀賞。
- CX2（2009年9月11日発売） - 有効929万画素。35mm判換算焦点距離で28～300mm、F3.5～5.6の光学10.7倍のズームレンズ。色はブラック、シルバー、ツートン（グレー×ピンク）。デジタルカメラグランプリ2010銀賞。
- CX3（2010年2月19日発売） - 有効1000万画素。35mm判換算焦点距離で28～300mm、F3.5～5.6の光学10.7倍のズームレンズ。色はブラック、すみれ、ツートン（ライトグレー×ピンク）。デジタルカメラグランプリ2010SUMMER銅賞。
- CX4（2010年9月3日発売） - 有効1000万画素。35mm判換算焦点距離で28～300mm、F3.5～5.6の光学10.7倍のズームレンズ。被写体追尾AF搭載。色はブラック、シャンパンシルバー、パープルピンク。デジタルカメラグランプリ2011金賞。
- CX5（2011年2月10日発売） - 有効1000万画素。35mm判換算焦点距離で28～300mm、F3.5～5.6の光学10.7倍のズームレンズ。パッシブ式AF搭載。色はブラック、グリーンシルバー、ローズピンク。
- CX6（2011年12月3日発売） - 有効1000万画素。35mm判換算焦点距離で28～300mm、F3.5～5.6の光学10.7倍のズームレンズ。CX5から改良されたパッシブ式AFを搭載し、AF合焦時間最短で0.1秒を実現。ワンタッチで動画を撮影するための専用ボタンを搭載。背面液晶にWhiteMagic液晶を採用。デザインコンセプトは｢毎日使いたくなる道具｣。色はブラック、シルバー、ピンク。

## GRデジタルシリーズ
「高級コンパクトデジタルカメラ」という分野を確立した先駆的製品で、高級感あるボディーや豊富なオプションパーツなど、他社製品にも大きな影響を与えた。
- GR Digital（2005年10月21日発売）
- GR Digital II（2007年11月22日発売）
- GR Digital III（2009年8月5日発売）
- GR Digital IV（2011年10月21日発売）

## GRシリーズ
GRデジタルシリーズの後継シリーズで、ボディのコンパクトさはそのままにセンサーサイズが1/1.7型からAPS-Cへ8.6倍大型化した。
- GR（2013年5月24日発売）
- GR Limited Edition（2013年11月22日発売）
- GR II（2015年7月17日発売）
- GR II Silver Edition（2016年3月18日発売）
- GR III（2019年3月15日発売）

## 防水防塵シリーズ
キャプリオ500SEの後継にあたる、過酷な環境下の業務現場で使用するために防水・防塵・耐衝撃性等を強化したシリーズ。
- G600（2008年5月16日発売）
- G700（2010年9月17日発売）
- G700SE（2010年11月12日発売）
- G800（2014年10月10日発売）
- G900（2019年2月22日発売）
- G900SE（2019年2月22日発売）
- G900 II（2024年8月30日発売）
- G900SE II（2024年8月30日発売）

## GXシリーズ
キャプリオGX100の後継。
- GX200（2008年7月4日発売） - 有効1210万画素。35mm判換算焦点距離で24～72mm、F2.5～4.4の光学3.0倍のズームレンズ。色はブラック。

## GXRシリーズ
ボディ本体に一切光学系関連部分を持たないという、他に類を見ないデジタルカメラ。ユニット式マウントをもち、一応は「レンズ交換型デジタルカメラ」と呼べるが、カメラユニット以外のオプションも企画されている。
ラインナップ上ではGX200の後継であり、シリーズはこちらに発展吸収される。

## RICOH PXシリーズ
コンパクトなデザインながらも、防塵、防水、耐衝撃性をそなえ、水中での撮影も可能である。正式名称は「RICOH PX」と社名を冠している。
- RICOH PX（2011年6月24日発売） - 有効1600万画素。色はシャンパンシルバー、ブラック、ライムグリーン。カメラに装着すると衝撃を緩和する「プロテクションジャケット」を別売りしており、カラーバリエーションは5色を用意している。

## RICOH THETA
読みは「シータ」で、ロゴマークもギリシャ文字のΘである。一度のシャッターで、上下左右・360度の空間すべてを撮影できる全天球カメラ。
- RICOH THETA（2013年11月8日発売）
- RICOH THETA m15（2014年11月14日発売）
- RICOH THETA S（2015年10月23日発売）
- RICOH THETA SC（2016年10月28日発売）
- RICOH THETA V（2017年9月15日発売）
- RICOH THETA Z1（2019年5月24日発売）
- RICOH THETA SC2（2019年12月13日発売）
- RICOH THETA SC2 for Business（2020年3月19日発売）
- RICOH THETA Z1 51GB（2021年4月28日発売）
- RICOH THETA X（2022年7月22日発売）

## WGシリーズ
防水防塵のアウトドア向けコンパクトカメラ。ペンタックスブランドで発売されてきたものが、2014年より2022年までリコーブランドに移管して展開されていた。2023年12月発売のWG-90より再びペンタックスブランドに移管している。PENTAXのデジタルカメラ製品一覧#オプティオ以外のコンパクトデジタルカメラも参照のこと。
- WG-20（2014年2月発売）
- WG-4（2014年2月発売）
- WG-4GPS（2014年2月発売）
- WG-30（2014年10月発売）
- WG-30W（2014年10月発売）
- WG-M1（2014年10月発売）
- WG-5GPS（2015年3月発売）
- WG-40（2015年10月発売）
- WG-40W（2015年10月発売）
- WG-M2（2016年3月発売）
- WG-50（2017年6月発売）
- WG-60（2018年11月発売）
- WG-6（2019年2月発売）
- WG-70（2020年3月発売）
- WG-7（2021年6月発売）
- WG-80（2022年6月発売）